# Ngodup Dongchung
Ngodup Dongchung (tibétain : དངོས་གྲུབ་གདོང་ཆུང, Wylie : dngos grub gdong chung, né le 31 décembre 1956 à Surtso, Tibet) est un homme politique tibétain, ministre de la Sécurité de l'Administration centrale tibétaine.

## Biographie
Ngodup Dongchung est né le 31 décembre 1956 à Surtso, un village du Comté de Nyanang (l'actuel Nyalam) au Tibet.
Il s'exile avec ses parents au Népal. Il commence sa formation scolaire à l'école de primaire de Namché du camp de réfugiés de Delekling dans le Solukhumbu. Il poursuit sa formation à l'École centrale pour les Tibétains de Dalhousie entre avril 1964 et 1973. Il a rejoint ensuite le Ramjas College de l'université de Delhi, et obtient son BA (avec les honneurs) en sciences politiques en 1977.
Il commence à travailler au gouvernement tibétain en exil en tant que secrétaire du Bureau auxiliaire au ministère de la sécurité le 15 juin 1977 et en devient employé à plein temps le 1er septembre 1978.
Il a été promu Secrétaire auxiliaire en juillet 1991 et assume les fonctions de Secrétaire intérimaire du ministère à partir de novembre la même année.
Il a été promu Secrétaire du ministère en avril 1993 jusqu'au 11 décembre 2001.
Après cette date, il resta secrétaire de la Sécurité quand un deuxième poste a été créé, une décision de politique.
Le 4 octobre 2007, Ngodup Donchung a été nommé ministre de la sécurité avec l'approbation de la 14e Assemblée tibétaine.
Il a fait partie des candidats pour l'Élection du Premier ministre tibétain de 2011.
Depuis le 16 septembre 2011, sous la mandature de l'actuel premier ministre tibétain Lobsang Sangay, il est à nouveau ministre de la Sécurité de l'administration centrale tibétaine,.
En juillet 2012, il est en visite en France et est reçu au Sénat par Jean-Francois Humbert, président du groupe d'information internationale sur le Tibet. Il se rend ensuite aux Pays-Bas, en Belgique et en Espagne.
Depuis 2016, il est le représentant du Bureau du dalaï-lama à New Delhi. Le 28 juillet 2021, rompant avec les habitudes de l'administration de Donald Trump, Antony Blinken le rencontre lors de sa première visite en Inde en tant secrétaire d’État.